# Compagnie Radio-France
La Compagnie Radio-France fut de 1919 à 1956 une filiale du groupe CSF-SFR, spécialisée dans les liaisons radio-électriques.

## Les débuts
Fondée officiellement le 27 juin 1921, mais préparée sous le Gouvernement Georges Clemenceau la société est au début proche des autorités gouvernementales françaises (notamment la marine de guerre) qui la chargent d'assurer les communications radio-électriques par TSF entre la France, ses colonies et le reste du monde. Il s'agit de ne pas laisser ces moyens de rayonnement aux mains des Anglo-Américains. On se méfie également des « postiers » supposés d'esprit « bolchévique ». Cette création est en fait imposée aux cadres du ministère des Postes et Télégraphes, notamment ceux issus de l'École Supérieure de Télégraphie. En 1921 une trêve interviendra avec les PTT, cette administration ayant obtenu le monopole du trafic colonial.
En fait la CSF, épaulée par la Banque de Paris et des Pays-Bas est aux commandes et veut s'assurer du trafic rentable en obtenant des concessions de service du gouvernement.  Un des dirigeants de la CSF et de la Compagnie Radio France est Nicolas Pietri, proche de Georges Clemenceau tandis que le président de la Compagnie Radio-France sera en 1930-31 l'ancien ambassadeur Jules Cambon. Le neveu par alliance de ce dernier, Robert Tabouis (1889-1960) en est très vite le vice-président. Aristide Briand parait également avoir soutenu le projet.
À Sainte-Assise, sur les communes de Seine-Port et de Boissise-la-Bertrand, près de Saint-Fargeau-Ponthierry en Seine-et-Marne, il est créé une importante station de radio (émission, réception, brouillage etc.). L'exploitation partielle de la station est confiée par la Société française radio-électrique ou SFR (le technicien) à la Compagnie Radio-France (l'opérateur) dont l'administrateur-directeur est Émile  Girardeau (fondateur de la SFR et de la marque Radiola) et le directeur technique Paul Brenot, deux grands pionniers de la radio en France, collaborateurs du général Gustave Ferrié.
La première pierre du centre est posée le 9 janvier 1921. Une organisation exemplaire du chantier permettra un démarrage des émissions dès 1922. L'émetteur est alors le plus puissant du monde, utilisant les ondes super longues (basse fréquence) avec une antenne portée par onze mâts de 250 mètres et cinq mats de 180 mètres. La portée  s'étale entre les Amériques et le Japon.
Très vite pour le contrôle des ondes en France la concurrence est vive, déjà il est question d'influence politique et de réclame (la publicité d'alors).
La réception est assurée par la station de Villecresnes.
Voici ce  qu'écrit en 1927 l'abbé Duchain dans sa notice sur Seine Port:     
...Quand l’employé du bureau central de Paris tape une lettre sur la machine à écrire, cette lettre est transformée en signal Morse qui actionne le relais de Sainte-Assise ; ce relais transforme le signal Morse en onde de même durée que le signal ; cette onde franchit l’espace séparant des deux correspondants, influence le poste récepteur du correspondant, se transforme en courant électrique de même durée que l’onde elle-même, fait fonctionner un relais du traducteur, qui transforme ce courant en lettre imprimée. Tout ceci se passe pour chaque lettre pendant une fraction infiniment petite de seconde. Vitesse courant employée : soixante à cent mots par minute.
En fait dès 1925 la compagnie dut se résoudre à utiliser les ondes courtes, moins couteuses en énergie, et plus efficaces à l'émission.

## L'apogée
Si les liens avec les colonies en titre sont désormais assurés officiellement par le ministère des Postes et Télégraphes, la Compagnie Radio France joue un rôle importants dans les liaisons sans-fil avec certaines protectorats (Maroc) ou pays européens (Londres, Madrid, Prague etc.). Mais elle exploite aussi la part française du câble Paris-New York qui double ses émissions télégraphiques, les liaisons vers l'Amérique du Sud etc. Parfois elle agit en partenariat avec d'autres filiales de la CSF comme la Société Radio-Orient. Avec le progrès technique et surtout l'amplification des échanges commerciaux, progressivement le radiogramme se substitue au cablogramme.
Vers 1935 la Compagnie Radio-France utilisait donc un réseau d'agences à son nom ou sous intitulé CSF en France et dans l'Empire français gérant la télégraphie avec ou sans fil, notamment les nouvelles boursières et commerciales, certaines liaisons navales ou militaires etc. Le développement des ondes courtes explique ce succès. Elle lance aussi la radiotéléphonie avec les navires en mer. Elle exploite ainsi les liaisons entre Paris et Londres, Prague, Madrid, Bucarest, New-York, Buenos-Ayres, Beyrouth, Hsinking, Nagoya, Belgrade, Vienne, Oslo, Shanghaï, Rio-de-Janeiro, Moukden. Le trafic commercial est donc prépondérant.
En 1939 Sainte-Assise assurait les liaisons avec Buenos-Aires, Rio-deJaneiros, Saïgon, Le Caire, les paquebots Sud-Atlantiques. D'autres stations faisaient la liaison avec le reste du monde.

La compagnie dispose d'un bureau central radiotélégraphique (dit BCR) dans le quartier des affaires de Paris, 166 rue Montmartre, d'un centre récepteur à Villecresnes et de la station radio de Sainte Assise. Elle dispose aussi d'agences commerciales dans les grandes villes ou les ports, parfois de plusieurs. En rivalité avec des concurrents comme la Western Union, Marconi ou Telefunken elle tente d'obtenir la clientèle des sociétés internationales, grands hôtels, des agents de change et des hommes d'affaires. À Paris elle dispose ainsi de plusieurs agences avec des radios, des « cyclos » dont certaines sont ouvertes 24 heures sur 24. Elle exploite également le poste grand public de Radio Paris. En 1938, Radio-France, complètement contrôlée par la CSF qui ne détient pourtant que 12 % du capital, est une  société qui compte 317 employés dont 231 sont basés à Paris, 59 à Sainte Assise et 27 à Villecresnes. Entreprise moyenne donc mais dont l'importance stratégique est grande. À l'étranger seul le chef de poste est salarié de l'entreprise, les autres sont employés par des sociétés du groupe CSF ou sont sous statut local (société mixte).
La concession générale n’était pas étendue au téléphone, ni aux câbles sous-marins, et le service ministériel de la TSF assurait les communications avec la plupart des colonies françaises et certains services radio-maritimes (voir Compagnie Radio Maritime), seuls services mobiles existant alors. D'où des rivalités avec le ministère et, en fait dès avant la Seconde Guerre mondiale la Compagnie Radio France est en déclin même si elle reste proche des services secrets français.

## La fin du réseau international
En juin 1940, l'officier qui gardait la station de Sainte-Assise ne peut la faire sauter faute d'explosifs disponibles. Pendant l'occupation, la station sera utilisée pour les besoins de la Kriegsmarine, qui ne manquera pas de la faire sauter en août 1944. Les techniciens la remettent en marche dès septembre 1944, ce qui leur vaut les félicitations du général Lanahan, chef des communications de l'armée des États-Unis. Mais commercialement la reprise en 1945 est difficile, la capacité technique lui échappe de plus en plus et l'hostilité des PTT est permanente. 
En fait les dirigeants de la Compagnie avaient compris que le renouvellement de la concession serait refusé par le gouvernement français, hostile à ce qui n'était pas monopole public. En 1956 les biens et une partie du personnel de la compagnie sont intégrés par les PTT, après la fin de la concession trentenaire prolongée par la période de guerre.
La Compagnie Radio-France avait acquis vers 1955 les réseaux de distribution Arel (principalement auto-radios) et Clarville (principalement récepteurs domestiques). Certains modèles peuvent être commercialisés sous les deux marques, notamment le Solistor, premier récepteur français à transistors.